# Griggs Green
Griggs Green – osada w Anglii, w hrabstwie Hampshire, w dystrykcie East Hampshire. Leży 39 km na wschód od miasta Winchester i 69 km na południowy zachód od Londynu.